# Wisłok
Il Wisłok è un fiume che attraversa la Polonia, ha una lunghezza di 228 chilometri.